# Marc Smith (poeta)
Marc Kelly Smith (Chicago, 1949) è un poeta statunitense.
Fu il creatore, negli anni 80, dei poetry slam, competizioni di poesia moderna. Il suo soprannome nell'ambiente è Slam Papi.

## Biografia
Marc Smith nacque nel 1949 e crebbe nella zona sud-est di Chicago. Frequentò la scuola elementare Charles P. Caldwell e la James H. Bowen High School. Per la prima parte della propria vita lavorò come operaio. Iniziò a comporre poesie all'età di diciannove anni.

## Poetry Slam
A partire dal 1984 organizzò serate di lettura di poesie al Get Me High Lounge e chiamò l'evento Monday Night Poetry Reading, poiché avveniva di lunedì.
Nel 1986 iniziò a leggere poesie durante serate di cabaret al Green Mill Cocktail Lounge, un jazz club nella parte nord di Chicago. Il 20 luglio 1986 ebbe luogo il primo poetry slam. Non fu una vera e propria competizione: esaurito il materiale artistico coinvolse il pubblico chiedendogli di valutare i suoi versi con applausi e fischi.
Il format inventato quella sera da Smith prese presto piede.
Nel 1990, il primo Poetry Slam nazionale fu tenuto a San Francisco. Si sfidarono tre squadre di cui due rappresentavano le città di Chicago e New York). Da allora, la manifestazione si tiene annualmente, variando città. Ad oggi partecipano circa 80 squadre.
Secondo Smith:
(Marc Smith)

## Produzione artistica
Smith ha pubblicato vari libri sul movimento poetry slam, oltre a libri di poesie. Viaggia per i club d'America dirigendo slam e recitando le sue poesie influenzate da Carl Sandburg e dal mondo operaio.
- Crowdpleaser, 1996
- The Spoken Word Revolution, 2003,
- The Complete Idiot's Guide to Slam Poetry, 2004
- The Spoken Word Revolution Redux, 2006